# Тянутово
Тянутово — деревня в Ядровской волости Псковского района Псковской области.
Расположена в 20 км (по дорогам) к югу от южной границы Пскова и деревни Черёха.
Численность населения деревни по состоянию на 2000 год составляла 4 жителя.